# Кремс II
Кремс II (нем. Krems II) — община в Германии, в земле Шлезвиг-Гольштейн.
|класс_списков = hlist
Входит в состав района Зегеберг. Подчиняется управлению Трафе-Ланд. Население составляет 430 человек (на 31 декабря 2010 года). Занимает площадь 11,23 км².